# Dubai Tennis Championships 2012
Dubai Tennis Championships 2012 (також відомий під назвою Dubai Duty Free Tennis Championships 2012 за назвою спонсора)  - чоловічий і жіночий тенісний турнір, що проходив у Aviation Club Tennis Centre у Дубаї (ОАЕ). Належав до серії 500 у рамках Туру ATP 2012 і серії Premier в рамках Туру WTA 2012. Жіночий турнір тривав з 20 до 25 лютого, а чоловічий - з 27 лютого до 3 березня 2012 року.

## Учасники основної сітки в рамках чоловічого турніру

### Сіяні пари
| Країна          | Гравець                | Рейтинг1 | Сіяний |
| --------------- | ---------------------- | -------- | ------ |
| Сербія          | Новак Джокович         | 1        | 1      |
| Швейцарія       | Роджер Федерер         | 3        | 2      |
| Велика Британія | Енді Маррей            | 4        | 3      |
| Франція         | Жо-Вілфрід Тсонга      | 6        | 4      |
| Чехія           | Томаш Бердих           | 7        | 5      |
| США             | Марді Фіш              | 8        | 6      |
| Сербія          | Янко Типсаревич        | 9        | 7      |
| Аргентина       | Хуан Мартін дель Потро | 10       | 8      |

- 1 Рейтинг подано станом на 20 лютого 2012

### Інші учасники
Нижче наведено учасників, які отримали вайлдкард на участь в основній сітці:
- Omar Awadhy
- Сергій Бубка
- Marko Djokovic

Нижче наведено гравців, які пробились в основну сітку через стадію кваліфікації:
- Міхаель Беррер
- Марко К'юдінеллі
- Андрій Голубєв
- Лукаш Лацко

### Знялись
- Рішар Гаске (хвороба)

## Учасники основної сітки в парному розряді

### Сіяні пари
| Країна  | Гравець            | Країна  | Гравець            | Рейтинг1 | Сіяний |
| ------- | ------------------ | ------- | ------------------ | -------- | ------ |
| Франція | Міхаель Ллодра     | Сербія  | Ненад Зімоньїч     | 11       | 1      |
| Швеція  | Роберт Ліндстедт   | Румунія | Горія Текеу        | 17       | 2      |
| Польща  | Маріуш Фирстенберг | Польща  | Марцін Матковський | 24       | 3      |
| Індія   | Магеш Бгупаті      | Індія   | Роган Бопанна      | 26       | 4      |

- 1 Рейтинг подано станом на 20 лютого 2012

### Інші учасники
Нижче наведено пари, які отримали вайлдкард на участь в основній сітці:
- Марсель Їльхан /  Малік Джазірі
- Mohammed Ghareeb /  Abdullah Maqdas

## Учасниці основної сітки в рамках жіночого турніру

### Сіяні пари
| Країна    | Гравчиня           | Рейтинг1 | Сіяна |
| --------- | ------------------ | -------- | ----- |
| Білорусь  | Вікторія Азаренко  | 1        | 1     |
| Чехія     | Петра Квітова      | 3        | 2     |
| Данія     | Каролін Возняцкі   | 4        | 3     |
| Австралія | Саманта Стосур     | 5        | 4     |
| Польща    | Агнешка Радванська | 6        | 5     |
| Франція   | Маріон Бартолі     | 7        | 6     |
| Італія    | Франческа Ск'явоне | 11       | 7     |
| Сербія    | Єлена Янкович      | 13       | 8     |
| Німеччина | Сабіне Лісіцкі     | 14       | 9     |

- 1 Рейтинг подано станом на 13 лютого 2012

### Інші учасниці
Нижче наведено учасниць, які отримали вайлд-кард на участь в основній сітці:
- Фатма Аль Набхані
- Шахар Пеєр

Нижче наведено гравчинь, які пробились в основну сітку через стадію кваліфікації:
- Івета Бенешова
- Сімона Халеп
- Петра Мартич
- Александра Возняк

Такі тенісистки потрапили в основну сітку як щасливий лузер:
- Полона Герцог
- Кейсі Деллаква

### Відмовились від участі
- Вікторія Азаренко (травма лівої щиколотки)
- Петра Квітова (хвороба)
- Лі На (травма спини)
- Віра Звонарьова

### Знялись
- Домініка Цібулкова (розтягнення правого підколінного сухожилля)

## Учасниці основної сітки в парному розряді

### Сіяні пари
| Країна     | Гравчиня               | Країна    | Гравчиня            | Рейтинг1 | Сіяна |
| ---------- | ---------------------- | --------- | ------------------- | -------- | ----- |
| США        | Лізель Губер           | США       | Ліза Реймонд        | 3        | 1     |
| Індія      | Саня Мірза             | Росія     | Олена Весніна       | 15       | 2     |
| Словаччина | Даніела Гантухова      | Польща    | Агнешка Радванська  | 37       | 3     |
| Іспанія    | Нурія Льягостера Вівес | Австралія | Анастасія Родіонова | 50       | 4     |

- 1 Рейтинг подано станом на 13 лютого 2012

### Інші учасниці
Нижче наведено пари, які отримали вайлдкард на участь в основній сітці:
- Фатма Аль Набхані /  Андрея Клепач
- Кейсі Деллаква /  Саманта Стосур
- Флавія Пеннетта /  Франческа Ск'явоне

### Знялись
- Марія Кириленко (травма шиї)

## Переможці та фіналісти

### Одиночний розряд, чоловіки
Роджер Федерер —  Енді Маррей, 7–5, 6–4
- Для Федерера це був 2-й титул за сезон і 72-й — за кар'єру. Це була його 5-та перемога в Дубаї після 2003, 2004, 2005 і 2007 років.

### Одиночний розряд, жінки
Агнешка Радванська —  Юлія Гергес, 7–5, 6–4
- Для Радванської це був 1-й титул за рік і 8-й — за кар'єру.

### Парний розряд, чоловіки
Магеш Бгупаті /  Роган Бопанна —  Маріуш Фирстенберг /  Марцін Матковський, 6–4, 3–6, [10–5]

### Парний розряд, жінки
Лізель Губер /  Ліза Реймонд —  Саня Мірза /  Олена Весніна, 6–2, 6–1